# Полынка
Полынка — река в России, левый приток Чепцы (бассейн Волги). Протекает в Фалёнском и Зуевском районах Кировской области. Устье реки находится в 143 км по левому берегу Чепцы. Длина реки составляет 22 км, площадь бассейна — 98 км².
Исток реки в 2 км к западу от деревни Солдари Фалёнского района неподалёку от границы с Зуевским районом. Река течёт на север. Притоки — Дерендеиха, Малая Полынка (правые); Сосновка, Фощевка (левые). Почти всё течение проходит по Фалёнскому району, незадолго перед устьем река перетекает в Зуевский район. В среднем течении протекает деревню Плешки. Высота устья — 118,6 м над уровнем моря.
Впадает в Чепцу в 6 км к северо-западу от посёлка Косино. Перед устьем делает большую петлю по пойме Чепцы.

## Данные водного реестра
По данным государственного водного реестра России относится к Камскому бассейновому округу, водохозяйственный участок реки — Чепца от истока до устья, речной подбассейн реки Вятка. Речной бассейн реки — Кама.